# Rinorea pugionifera
Rinorea pugionifera är en violväxtart som först beskrevs av Cornelius Anton Jan Abraham Oudemans, och fick sitt nu gällande namn av Joseph Marie Henry Alfred Perrier de la Bâthie. Rinorea pugionifera ingår i släktet Rinorea och familjen violväxter. Inga underarter finns listade i Catalogue of Life.